# Tom Pierzchalski
Tom „Tomasz” Pierzchalski (ur. 7 kwietnia 1962 roku) – polski saksofonista, członek zespołu T.Love. Wcześniej współpracował z zespołami Daab, Tilt, Mech i z Lechem Janerką.

## Dyskografia
Z T.Love
- Chamy idą (1985)
- Wychowanie (1989)
- Pocisk miłości (1991)
- T.Live (2003)
- Old Is Gold (2012)
- T.Love (2016)[4]

inne
- Lech Janerka – Historia podwodna (1986)
- Daab – Ludzkie uczucia (1987)
- Tilt – Tilt (1988)
- Lech Janerka – Co lepsze kawałki (1993)
- Daab – The Best – Fala ludzkich serc (2005)
- Mech – ZWO (2012)